# Sacrario militare di Trento
Il sacrario militare di Trento è un sacrario militare che si trova all'interno del cimitero monumentale nella parte meridionale tra i campi comuni 5 e 6 nel portico centrale orientale.

## Struttura
Il  sacrario è in stile neoclassico, presenta una scalinata di accesso, davanti alla quale si trovano colonne di marmo. All'interno è collocato un altare di bronzo recante figure allegoriche in altorilievo, opera dello scultore Silvio Zaniboni e all'intorno sono state poste le lapidi dei caduti con le targhe dei nomi. Dietro l'altare si trova una croce che ricorda i caduti della Legione trentina.
Al di sotto del sacrario si trova la cripta, alla quale si giunge attraverso due scale eliocoidali ricavate nelle parti laterali. In  questa cripta si trovano altri loculi dei caduti e un monumento che rappresenta la Pietà, situato al centro tra quattro colonne.

## Caduti
Il sacrario raccoglie 3.202 caduti della prima guerra mondiale, provenienti da trentaquattro cimiteri di guerra della provincia di Trento e 1.580 di questi caduti sono ignoti.